# روزنه گوشی

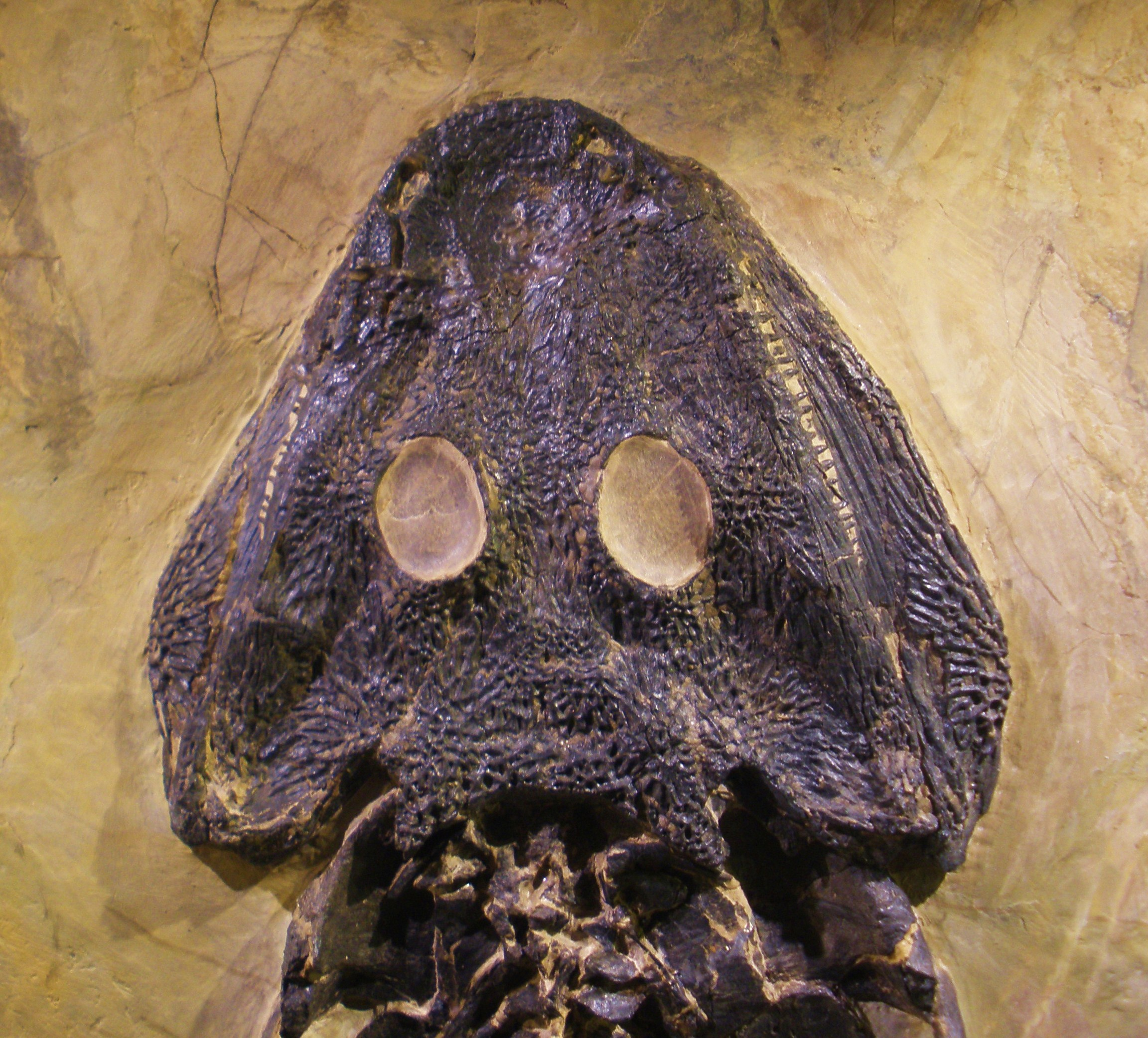
جمجمه یک سخت‌سر که روزنه‌های گوشی بر روی آن پیداست.

روزنه گوشی (Otic notch) حفره‌هایی هستند که در کناره خلفی (عقبی) تاق جمجمه برخی از خزندگان باستانی وجود داشتند. در این جانداران در پشت هر یک از چشمخانه‌ها یک روزنه گوشی قرار داشت. روزنه گوشی را می‌توان در بدن مازدندانان labyrinthodonts و برخی از نیاکان نزدیک‌شان یافت اما این روزنه‌ها در بدن نوادگان خزنده آن‌ها دیده نمی‌شود. 
وجود یا فقدان روزنه گوشی یکی از مشخصه‌هایی است که برای جدا کردن درون‌شامه‌داران amniotes از چهاراندامان tetrapods دوزیست استفاده می‌شود.
این روزنه‌ها به عنوان بخشی از ساختار شنوایی تعبیر شده‌اند و اغلب در آن‌ها پرده صماخ مشابه با پرده صماخ بی‌دمان Anura امروزی (قورباغه‌ها) یافت شده‌است.
بررسی ستونک‌ها columella (قابل مقایسه با استخوان‌های رکابی در دوزیستان و خزندگان) متعلق به مازدندانان نشان می‌دهد که کارکرد آن انتقال انرژی کم لرزشی نبوده و بنابراین جانور در ارتباط با صداهای منتقل‌شده از طریق هوا ناشنوا بوده‌است. در این مورد روزنه‌های گوشی آن‌ها، دست‌کم در نمونه‌های اولیه، به عنوان روزنک‌های منتهی به دستگاه تنفسی آن‌ها عمل می‌کرده‌است.